# Бідна киця
«Бідна киця» (англ. Poor pussy) — стара вечіркова гра, в яку грають діти та дорослі, часто на уроках драми або вечірках. Як описано:
Ця гра змушує всіх сміятися. Всі гості росідаються по кімнаті. Одну людина обирається кицькою. Кицька повинна підійти до гостя та тричі нявкнути. Гість повинен тричі погладити кицьку по голові та сказати, не сміючись: «Бідна кицька, бідна кицька, бідна кицька». Кицька повинна зробити все можливе, щоб розсмішити гостя. Вони можуть видавати кумедне нявкання, шипіння муркотіння, ходити, як кішка, робити смішну міміку або смішні котячі рухи. Однак він повинен залишатися на підлозі і в ролі кота і не може розмовляти. Коці також не дозволяється лоскотати обранця. Всі інші гравці можуть коментувати двох активних гравців. Кицька переходить від одного гостя до іншого, поки хтось не засміється, або якщо обраний гравець не може чітко вимовити «Бідна киця» (через здавленийсміх), то цей гравець стає новим котом.
Варіація цієї гри передбачає обмін: Людина: «Сонечко, я тебе люблю, посміхнись мені». Гість: «Любий, ти знаєш, що я тебе люблю, але я не можу посміхнутися».
У цю гру також можна грати як у гру з обітницями, в якій дитина, яку розсмішили, повинна віддати обітницю.